# Caiapós
Os mẽbêngôkre ou mebêngôkre (endônimos), erroneamente também conhecidos como caiapós, kayapó ou kaiapó, são um grupo étnico jê (um grupo linguístico de povos indígenas do Brasil), habitantes da Amazônia brasileira.

## História
Desde tempos imemoriais, ocupam áreas no interior do Brasil em pequenas aldeias, onde viviam de caça, pesca, milho, mandioca, mel, e frutas. No século XVIII, na região nordeste do atual Estado de São Paulo, o grupo étnico teve seu primeiro contato com as populações de origem europeia, bandeirantes que eram liderados por Bartolomeu Bueno da Silva - o Anhanguera - buscavam por ouro, pedras preciosas e indígenas para serem escravizados.
Já na região da bacia inferior do rio Tocantins, no começo do século XIX os caiapós começaram a sofrer ataques dos homens brancos, que mataram e escravizaram muitos caiapós. Ainda que mais numerosos que os invasores, as bordunas dos caiapós nada podiam fazer diante dos mosquetes dos invasores. Como resultado, os caiapós migraram para o oeste. Trinta anos depois, porém, os homens brancos voltaram a atacar os caiapós. Desta vez, houve uma cisão entre os caiapósː uma parte deles queria estabelecer a paz com os homens brancos, e outra parte queria continuar a fuga para o oeste. Os caiapós que optaram pela relação amistosa com os brancos desapareceram, em grande parte vitimados por pestes trazidas pelos brancos.
Nas décadas de 1950 e 1960, houve uma tentativa de aproximação por parte de agentes do governo brasileiro com a intenção de pacificar os caiapós. Como resultado, hoje, a maior parte dos caiapós está em contato permanente com a sociedade brasileira.
Nos anos 1980, dois caiapós se tornaram conhecidos do grande públicoː Tutu Pombo e Raoni. O primeiro, como o primeiro líder indígena brasileiro a explorar comercialmente as reservas indígenas, ao permitir a extração de ouro e mogno em troca de dinheiro. O segundo, como um defensor do meio ambiente e do modo de vida tradicional indígena.

## Língua
A língua caiapó pertence ao tronco linguístico macrojê. O conhecimento da língua portuguesa varia de grupo para grupo, dependendo de seu grau de interação social com a sociedade não índigena.

## Denominação
O termo Kayapó é um exônimo que data do início do século XIX, tendo sido criado por grupos indígenas vizinhos desta etnia. Significa 'homens semelhantes aos macacos' e está, provavelmente, ligado a certos rituais do grupo, nos quais os homens dançam usando máscaras de macaco. O endônimo dos chamados kayapó é mebengokre, que significa, literalmente, 'homens do buraco (ou poço) d'água'.

## Subgrupos
Os caiapós são um grupo indígena brasileiro que se divide nos subgrupos:kayapó-aucre, kayapó-cararaô, caiapó-cubem-cram-quem, caiapó-gorotire, caiapó-mecranoti, caiapó-metuctire, caiapó-pau-d'arco, caiapó-quicretum e caiapó-xicrim. No passado, eram também chamados de coroados, e os de Mato Grosso, coroás.

## Economia
Sua principal atividade econômica é a agricultura itinerante praticada por homens, mulheres e meninos. Através do método de desbravar e queimar (queimada), cada par limpa um local na floresta de cerca de cinquenta por trinta metros onde estabelecem suas hortas, nas quais semeiam batata, cará, mandioca, algodão, milho e, ao lado das árvores, plantam cupá, uma videira com gavinhas comestíveis. Alguns grupos introduziram, em suas hortas, arroz, feijão, mamão e tabaco. Usam fertilizantes e pesticidas.
Recolhem mel e frutos de palmeiras silvestres como o babaçu. A castanha-do-pará, que anteriormente era recolhida pelas mulheres para seu autoconsumo, hoje é recolhida pelos homens e vendida a compradores estatais ou privados. O óleo certificado de castanha, feito pelos caiapós da Terra Indígena Baú, de Novo Progresso, recebeu o selo verde, uma certificação que atesta práticas legais e impulsiona a venda para as indústrias de cosméticos. No entanto, a sua substituição por outras matérias-primas tem feito os caiapós venderem o óleo para a indústria de biocombustível a um preço dez vezes menor.
| Nome Kayapó                                       | Nome em português         | Nome científico                 | alimento | usos                  |
| ------------------------------------------------- | ------------------------- | ------------------------------- | -------- | --------------------- |
| motu                                              | marmeleiro                | Alibertia edulis                | Sim      | isca/caça             |
| roi-krãti                                         | marmelada-do-campo        | Alibertia sp.                   |          | isca/caça             |
| ongrê                                             | araticum                  | Annona crassiflora              | Sim      |                       |
| jacá                                              | jaca                      | Artocarpus intergrifoliam       | Sim      |                       |
| roi-ti-(mrã)                                      | tucumã                    | Astrocaryum tucuma              | Sim      | sal                   |
| woti                                              | tucum ou cumari           | Astrocaryum vulgare             | Sim      | óleo                  |
| pi'ỳ                                              | castanha-do-pará          | Bertholletia excelsa            | Sim      |                       |
| pỳ kumrenx                                        | urucu (1 de 3 variedades) | Bixa orellana                   |          | pintura corporal      |
| pỳ poi ti                                         | urucu (1 de 3 variedades) | Bixa orellana                   |          |                       |
| pỳ krã re                                         | urucu (1 de 3 variedades) | Bixa orellana                   |          |                       |
| kutenk                                            | murici                    | Byrsonima crassifolia           | Sim      |                       |
| pri kà ti                                         | piqui (1 de 3 variedades) | Caryocar villosum               | Sim      |                       |
| pri krã ti                                        | piqui (1 de 3 variedades) | Caryocar villosum               |          | isca/caça             |
| pri kumrenx                                       | piqui (1 de 3 variedades) | Caryocar villosum               | Sim      |                       |
| pdigô ngrã ngrã                                   | Lima                      | Citrus aurantiifolia            | Sim      |                       |
| pidgô ti                                          | laranja-da-terra          | Citrus aurantium                | Sim      |                       |
| pidgô poi re                                      | limão                     | Citrus × limonia                | Sim      |                       |
| kapê                                              | café                      | Coffea arabica                  | Sim      |                       |
| kudjá redjô                                       | cereja Kayapó             | Cordia sp.                      | Sim      | isca/caça             |
| kremp                                             | uxi                       | Endopleura uchi                 | Sim      |                       |
| pidjô nore                                        | jambo                     | Syzygium jambos                 | Sim      | isca/caça             |
| kamere kàk                                        | açaí                      | Euterpe oleracea                | Sim      | isca/caça             |
| mroti, mrotire                                    | jenipapo                  | Genipa americana                | Sim      | pintura corporal      |
| pi-ô-tire                                         | mangaba                   | Hancornia speciosa              | Sim      |                       |
| moi (motx)                                        | jatobá                    | Hymenaea courbaril              | Sim      | isca/caça             |
| kohnjô-kô, jaka, kryre, poire, tire ngrãngrã, tyk | ingá (6 variedades)       | Inga spp.                       | Sim      | isca/caça             |
| kromu                                             | sapucaia                  | Lecythis usitata                | Sim      |                       |
| pi'ỳ tê krê ti                                    | sapucaia                  | Lecythis usitata var. paraensis | Sim      |                       |
| kuben poi re                                      | manga                     | Mangifera indica                | Sim      |                       |
| krwya no kamrek                                   | maçaranduba               | Manilkara huberi                |          | isca/caça, isca/pesca |
| ngrwa ràre                                        | buritirana                | Mauritia martiana               | Sim      |                       |
| ngrwa                                             | buriti                    | Mauritia flexuosa               | Sim      |                       |
| rikre                                             | inajá                     | Attalea maripa                  | Sim      | sal                   |
| kamere                                            | bacaba                    | Oenocarpus bacaba               | Sim      | isca/caça             |
| rò                                                | babaçu                    | Attalea speciosa                | Sim      | sal/óleo              |
| ngra djàre                                        | piaçaba                   | Attalea funifera                | Sim      |                       |
| kamô                                              | pariri                    | Parinari montana                | Sim      | isca/caça             |
| kaprã                                             | abacate                   | Persea americana                | Sim      |                       |
| pĩ panhê ka tire                                  | bacuri                    | Platonia insignis               | Sim      | isca/caça             |
| atwyra krã krê                                    | imbaúba                   | Pourouma cecropiifolia          | Sim      | isca/caça             |
| kamokô                                            | tuturuba                  | Pouteria macrophylla            | Sim      | isca/caça             |
| pidjó kamrek                                      | goiaba                    | Psidium guajava                 | Sim      |                       |
| tytyti diô                                        | banana-brava              | Ravenala guyanensis             | Sim      |                       |
| biri                                              | biribá                    | Rollinia mucosa                 | Sim      |                       |
| miêchet ti                                        | jurubeba                  | Solanum paniculatum             | Sim      |                       |
| bàrere-krã-kryre                                  | taperebá                  | Spondias lutea                  | Sim      |                       |
| kuben krã ti                                      | cacau                     | Theobroma cacao                 | Sim      | isca/pesca            |
| bàri-djó                                          | cupuaçu                   | Theobroma grandiflorum          | Sim      |                       |

São bons caçadores, mas, atualmente, a caça não é abundante. Entre as presas que conseguem obter, se destacam os da família Tayassuidae. Os homens tecem cestos, cintos e faixas para carregar e fabricam paus, lanças, arcos e flechas para a caça. As mulheres fabricam pulseiras, fitas e cordas.
Atualmente, os caiapós do Pará são tidos como os índios mais ricos do Brasil. Sua riqueza vem da exploração de mogno, ouro e óleo de castanha-do-pará, além de dividendos de róialtis advindos da mineração industrial em suas terras.

## Organização social

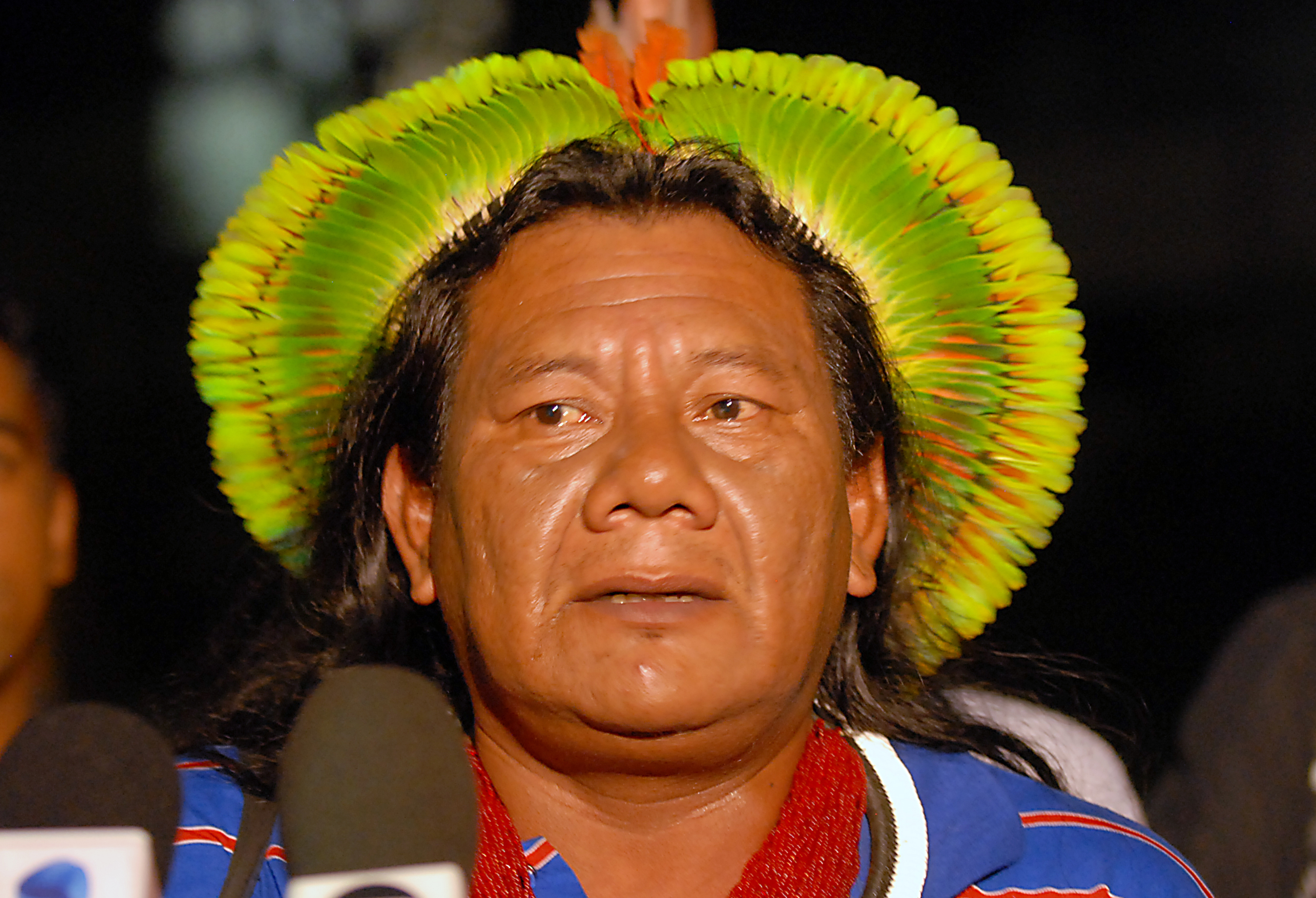
Em 2 de junho de 2010, o cacique Akiaboro, líder geral de todas as aldeias Caiapó, fala à imprensa após participar da 13ª Reunião Ordinária da Comissão Nacional de Política Indigenista. Foto:Renato Araújo/ABr.

Cada comunidade é independente das demais, mas todas apresentam a mesma estrutura. Se constrói uma aldeia com uma praça central para as festas e, ao redor, as casas de cada família. O ngobe é a "casa dos homens", situada no extremo norte da praça, onde eles se reúnem, praticam trabalhos artesanais e pernoitam. Os homens se dividem em dois lados, cada um com um benadióro (chefe) e seus oopen (partidários).
As casas das esposas do chefe estão uma no extremo leste da aldeia e outra a oeste. São seminômades. Várias vezes ao ano, correm pelas florestas para a caça, coleta e estabelecimento de novas colheitas; alguns desses períodos são curtos e breves e outros relativamente longos, durante os quais abandonam a aldeia. Como comunidades sobreviventes, se mencionam os kubenkrâkên, gorotire, xikrin, menkragnoti e metüktire.
Uma forma organizativa fundamental através da qual cada pessoa se articula em sua comunidade é o grupo patronímico ou seguimento de nomes. As meninas e as mulheres formam o mesmo grupo das irmãs do pai, enquanto que os meninos e os homens são do grupo dos irmãos da mãe.

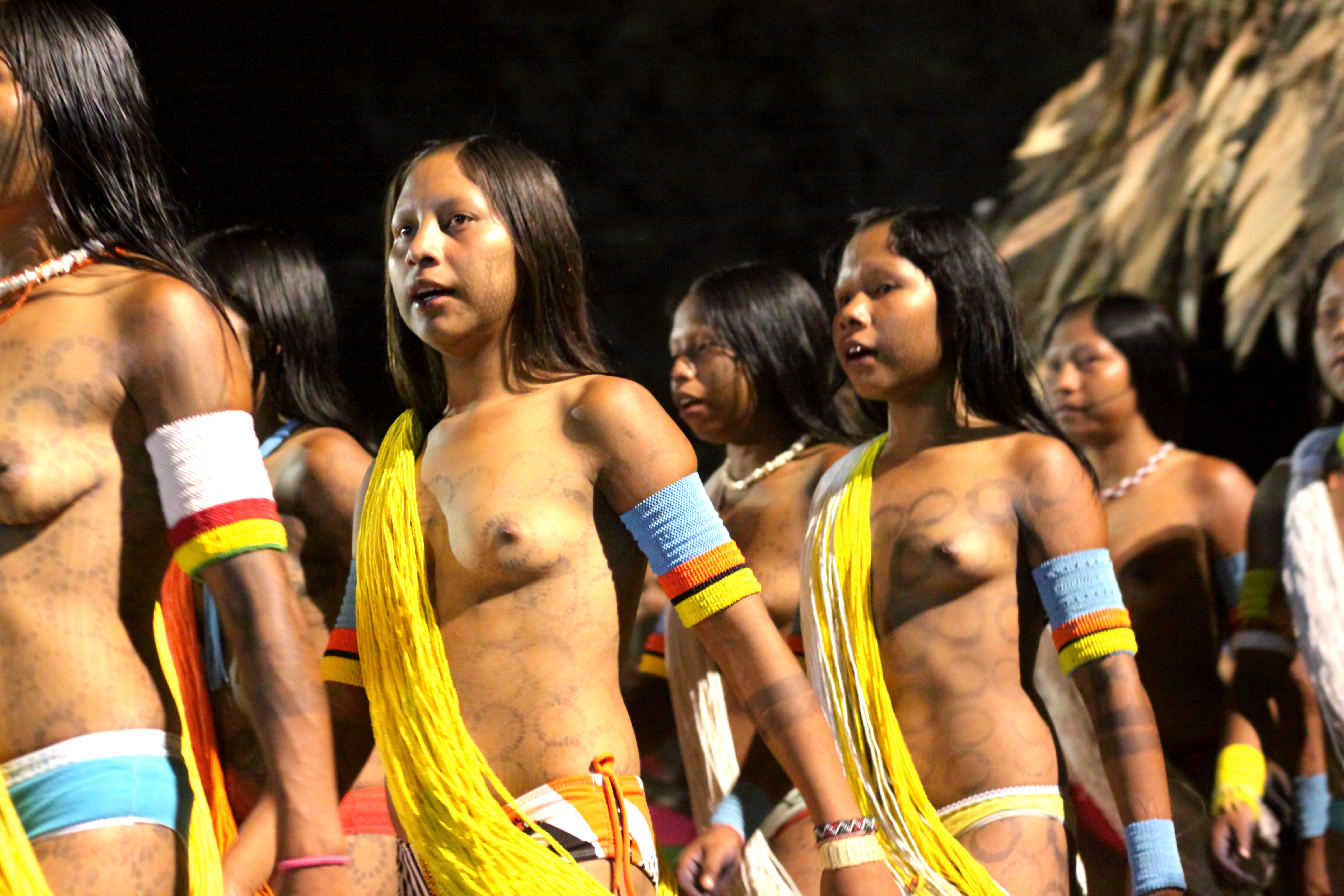
Jovens índias caiapós do Pará participando de cerimônia

O sistema de parentesco se assemelha ao tipo Omaha, o qual permitiria pensar em linhagens patrilineares, que, no entanto, não existem ou são substituídas pela adesão a segmentos determinados pela descendência em linha cruzada: cada pessoa pertence a uma categoria de acordo com sua idade, sexo e número de filhos. Os guerreiros (maiores de 17 anos) participam das assembleias no ngobe, onde se tomam as decisões políticas.
O matrimônio se contrai em idade precoce, por vezes consentido pelas mães dos noivos, sendo proibida a união entre primos cruzados. Se trata de um evento público que está previsto após a menarca (primeira menstruação) das meninas (entre 10 e 12 anos). As mães e tias dos recém-casados preparam e interrompem sem prejuízos a noite de núpcias. O divórcio é possível, mas o segundo casamento é privado.
A decoração do corpo é uma questão importante na sociedade. Dedica-se bastante tempo para raspar o cabelo e fazer desenhos coloridos na pele. Homens, mulheres e crianças ficam com a parte superior da cabeça completamente raspada. As mulheres deixam cair para trás o resto do cabelo, enquanto os homens fazem um rolo. Levam grinaldas de penas, brincos, colares e cintos e alguns homens usam um disco em seu lábio inferior. Anteriormente, todos os homens o portavam.
Não usam bebidas fermentadas nem plantas alucinógenas.

## Cosmologia
Há um mundo celeste do qual provém a humanidade. Os primeiros seres humanos que chegaram à Terra vieram de lá por uma longa corda, igual formigas por um tronco. Isto foi possível porque um homem viu um tatu e o seguiu até que entrou num buraco, que depois foi usado pelas pessoas para vir a este mundo. Também as plantas celestes baixaram do mundo celestial quando a filha da chuva brigou com a mãe, desceu a este mundo e foi acolhida por um homem, a quem entregou as plantas.
Muitos relatos explicam os fatos culturais, desde a obtenção do fogo até a casa da onça-pintada. As danças são levadas muito a sério, pois explicam a relação com a natureza, a sociedade e a história.